# Shatsky (huyện)
Huyện Shatsky (tiếng Nga: ? райо́н) là một huyện hành chính tự quản (raion), của Tỉnh Ryazan, Nga. Huyện có diện tích 2379 km², dân số thời điểm ngày 1 tháng 1 năm 2000 là 32000 người. Trung tâm của huyện đóng ở Shatsk.